# آس (سکهٔ روم)

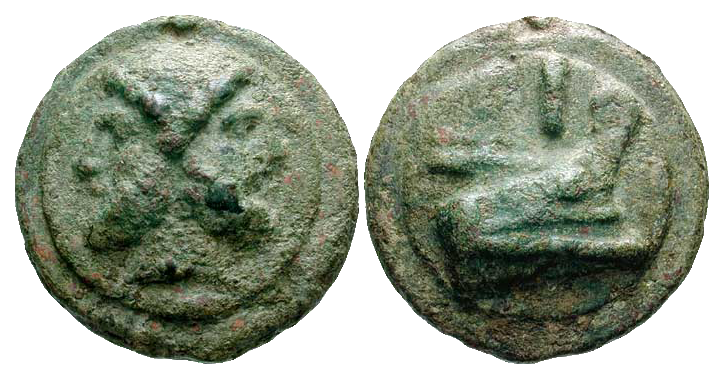
یک آس با قدمت ۲۴۰ تا ۲۲۵ قبل از میلاد

آس (به لاتین: As یا Aes) نوعی سکهٔ برنزی و سپس مسی بود که در دوران جمهوری روم و سپس امپراتوری روم ضرب می‌شد.
این سکه خود به چند زیرمجموعه تقسیم می‌شد:
- سمیس (یک‌دومِ هر آس)؛
- ترینس (یک‌سومِ هر آس)؛
- کوادرانس (یک‌چهارمِ هر آس)؛
- سکستانس (یک‌ششمِ هر آس)؛
- اونیکا (یک‌دوازدهمِ هر آس).

## ظاهر
در طول جمهوری روم، روی هر سکهٔ آس منقوش به تنهٔ ژانوس، و پشت آن منقوش به سینه‌ی گالی بود. سکه‌های آس را ابتدا با ذوب‌کاری و ریخته‌گری می‌ساختند؛ و بعدها که وزن هر آس را کاهش دادند، آن‌ها را با چکش‌کاری ساختند.

## در تاریخ
تیتوس لیویوس، صاحب کتاب از پیدایش روم، می‌گوید که رومیان یکی از کنسولان پیشین خود به‌نام تیتوس مننیوس را به اتهام سهل‌انگاری و کم‌کاری در نبرد با اتروسکان محاکمه و به پرداخت دوهزار آس محکوم کردند. مننیوس چنان از این حکم ناراحت شد که کمی بعد از غصّه مرد.